# Nils Torvalds
Nils Ole Hilmer Torvalds (* 7. srpna 1945 Ekenäs) je finský politik a novinář švédské národnosti. 
Vystudoval práva na Helsinské univerzitě a ekonomii na Institutu společenských věd v Moskvě. Účastnil se studentských nepokojů v roce 1968. V letech 1969 až 1982 byl členem Komunistické strany Finska, kde patřil k prosovětské frakci taistolaisuus. Byl redaktorem časopisu Enhet a zahraničním reportérem finského rozhlasu.  
V roce 2006 vstoupil do Švédské lidové strany a po dvou letech se stal jejím místopředsedou. Část straníků proti tomu protestovala s poukazem na Torvaldsovu komunistickou minulost, i když se od ní opakovaně distancoval. V roce 2008 byl zvolen do helsinské městské rady. Kandidoval ve volbách do Evropského parlamentu 2009, kde nebyl zvolen, avšak v roce 2012 zaujal místo po Carlu Haglundovi, který byl jmenován ministrem obrany. Působil ve výboru pro rybolov a výboru pro občanské svobody, spravedlnost a vnitřní věci. Zabýval se projektem evropské bankovní unie a prosazoval opatření pro udržitelný rozvoj. Věnoval se také otázkám zdravotnictví, působil ve skupině evropských poslanců proti rakovině a zasazoval se o práva zdravotně handicapovaných. O mandát v Evropském parlamentu přišel po nezdaru Švédské lidové strany ve volbách v roce 2024.
Kandidoval v prezidentských volbách v roce 2018. Jeho program obsahoval liberální kulturní a jazykovou politiku, jako jediný uchazeč o funkci otevřeně podpořil vstup Finska do NATO. Získal 1,5 % hlasů a skončil na posledním osmém místě. 
Působí také v organizaci Re-Imagine Europa. Je nositelem ceny Tiedonjyvä, Topeliovy ceny a řádu finského lva.
Je synem spisovatele Oleho Torvaldse. Má pět dětí, nejstarším synem je programátor Linus Torvalds.